# Ганчерёнок, Игорь Иванович
И́горь Ива́нович Ганчерёнок — белорусский учёный, доктор физико-математических наук (1997), профессор.
В 1984 году окончил физический факультет Белорусского государственного университета. Прошёл научную стажировку в ряде стран Западной Европы и США, ведущих национальных университетах Японии. Выпускник Международного института управления высшей школы в университете Мериленда (США), член Международного консультативного совета этого института. Удостоен стипендии Президента Республики Беларусь. Также преподаёт дисциплину «Электронное правительство» на английском языке в Институте бизнеса БГУ.

## Биография
Окончил с золотой медалью минскую школу в 1979 г. и физический факультет Белорусского государственного университета им. В.И. Ленина (БГУ) в 1984 г. В 1987 г. защитил кандидатскую в БГУ,  а в 1997 г.  -  диссертацию на соискание ученой степени доктора физико-математических наук в Институте физики им. Б. И. Степанова НАН Беларуси по теме «Нелинейная фотоанизотропия изотропных резонансных сред и её спектроскопические приложения». С 2001 года - профессор. Прошел путь от стажера-преподавателя до ректора вуза. Стажировался и читал лекции  в ряде ведущих университетов Японии, США, Кореи, Китая, Западной и Восточной Европы. Окончил Международный институт по управлению высшим образованием (университет Мериленда, США). Прошел переподготовку  в Минском государственном педагогическом институте иностранных языков. Лауреат премии Союза молодёжи Беларуси в области науки и техники (1993). Является экспертом ряда международных, включая ПРООН, Европейскую Комиссию, и отечественных организаций в области науки, образования, внешней политики и дипломатии членом редколлегий научных изданий в Беларуси и за рубежом, руководителем международных образовательных программ, включая программу TEMPUS, и проектов. Руководит Обществом дружбы "Беларусь-Индия". С 2020 г. - директор Белорусско-Узбекского межотраслевого института прикладных технических квалификаций.
Краткая биография И. И. Ганчерёнка была опубликована  «Who’s Who in the World» (США), в Международном биографическом словаре, издаваемого Международным Биографическим Центром (Кембридж, Англия).

## Семья
Женат, имеет четырех дочерей.

## Научная деятельность
Область научных интересов: международное сотрудничество в сфере высшего образования;  управление в высшей школе; поляризационная нелинейная оптика, спектроскопия, педагогика интеллектуального лидерства, синергетика; проблемы государственного управления системой высшей школы, поиск оптимальной модели её реформирования для обеспечения конкурентоспособного и устойчивого развития в европейском пространстве высшего образования и исследований.
Имеет 12 авторских свидетельств на изобретения и патентов СССР, Беларуси и России. Автор 10 книг, более 400 научных и научно-методических работ в области физики, синергетики и высшего образования, включая более 100 статей в рецензируемых международных и отечественных журналах.
Автор первых в республике и СНГ учебных изданий по электронному правительству, кредитным технологиям в образовании, первого белорусско-узбекского учебного пособия по цифровой экономике, инновационных магистерских программ по электронному правительству, аддитивным технологиям, научный редактор словарей.

### Избранные труды
1. Ганчеренок И.И. Нелинейная фотоанизотропия изотропных резонансных сред. – Минск: БГУ, 2000. – 209с.
2. Gancheryonok I.I., Lavrinenko A.V., Operator Formalism in Polarization Non-linear Optics and Spectroscopy of Polarization Inhomogeneous Media // Characterization and Spectroscopy of Thin Films / Ed. H.S. Nalwa. – San Diego: Academic Press, 2002. – Vol. 2, Chap. 12.
3. Кредитные технологии в высшем образовании /Авт.-сост. Ганчеренок И.И. –Мн.: РИВШ БГУ, 2003.-132с.
4. Ганчеренок И.И., Ивановский А.В. Управление кадровым резервом высшей школы. – Минск: Академия управления при Президенте Республики Беларусь, 2006. – 171с.
5. Ганчеренок И.И. Образование, ассоциированное с циклом: аспирантура, магистратура. – Минск: РИВШ, 2007. – 110с.
6. Ганчеренок, И.И. E-government: An English-Russian-Korean Glossary/под ред. проф. И.И. Ганчеренка. – Минск: Акад. упр. При Президенте Республики Беларусь, 2012. – 62с.
7. Наncharonak, I. Some Issues of E-Government for SMEs in the Belarusian Context/Transnational Aspects of End-user Oriented E-services in the Baltic Sea Region/G. Prause, K. Hunke, F. Thessel (eds).- Berlin: Berliner Wissenschafts-Verlag, 2012. – P. 12-134.
8. Hancharonak I.I. Public Administration System in Belarus/Public Administration and Policy Study of CIS/Ed. by Seo Yong-seok. – Sinjosa: The Korea Institute of Public Administration, 2011. – P. 231-282. (in Korean).
9. Gancheryonok  I.I. Nonlinear Spectroscopic Ellipsometry of Isotropic Media // Review of Laser Engineering. – 1992. – Vol.20, No.7. – P.502-513.
10. Gancheryonok I.I. Propagation of Polarized Light in Media with Laser Induced Anisotropy: Study in the Framework of Nonlinear Spectroscopy // Review of Laser Engineering. – 1992. – Vol.20, No.10. – P.813-822.
11. Ганчеренок И.И. Проявление концентрационных эффектов в схеме активной поляризационной четырехфотонной спектроскопии растворов красителей // Оптика и спектроскопия. – 1992. – Т.72, №2. – С.444-446.
12. Gancheryonok I.I. Nonlinear Polarization Spectroscopy with Nonpolarized Light // Jpn.J.Appl.Phys. – 1992. – Vol.31, No.11. – P.3564-3568.
13. Ганчеренок И.И., Жвалевский А.В., Клищенко А.П., Козлов И.Н. О новой возможности оптического управления поляризацией излучения, генерируемого растворами сложных молекул // Письма в ЖТФ. – 1992. – Т.18, №12. – С.28-31.
14. Gancheryonok I.I. Conception of Normal Waves in Nonlinear Polarization Spectroscopy // Jpn.J.Appl.Phys. – 1992. – Vol.31, No.12. – P.3862-3868.
15. Gancheryonok I.I., Saikan S., Kushida T. Peculiarities of Nonlinear Spectroscopic Ellipsometry of Initially Isotropic Substances // Thin Solid Films. – 1993. – Vol.234, №1-2. – P.380-384.
16. Gancheryonok I.I., Kushida T. Polarization Characteristics of Optical Three-Wave Mixing Spectroscopy in Isotropic Media // J.Phys.Soc.Jpn. – 1993. – Vol.62, No.9. – P.3071-3076.
17. Gancheryonok I.I., Kanematsu Y., Kushida T. New Possibilities of Optically Heterodyned Polarization Interferometry of Isotropic Media: Linearly and Circularly Polarized Pump and Probe Waves // J.Phys.Soc.Jpn. – 1993. – Vol.62, No.6. – P.1964-1977.
18. Lavrinenko A.V., Gancheryonok I.I., Dreier T. Polarization Spectroscopy with Arbitrary Polarized Noncollinear Pumping // J.Opt.Soc.Am.B. – 2001, Vol. 18, No. 2. – P. 225-231.
19. Ганчеренок И.И. Креативность как интегрирующий элемент для ключевых компетенций для образования через всю жизнь//Университетское управление: практика и анализ (Россия). – 2009, №5. – С. 22-28.
20. Ганчеренок И.И. Меганауки и государственное управление//Вестник Московского государственного университета им. М.В. Ломоносова (Россия). Серия 21. – 2009, №1. – С. 25-33.
21. Ганчеренок И.И. Академический университет для интеллектуальной экономики//Наука и инновации. – 2018. - №1. – С. 25-26.
22. Ганчеренок, И.И. Подготовка научных кадров: синергетический подход//Известия Национальной академии наук Беларуси. Серия гуманитарных наук. – 2018. – Т. 63, №2. – С. 151-159.